# Escuela de Pintura, Escultura y Arquitectura de Moscú

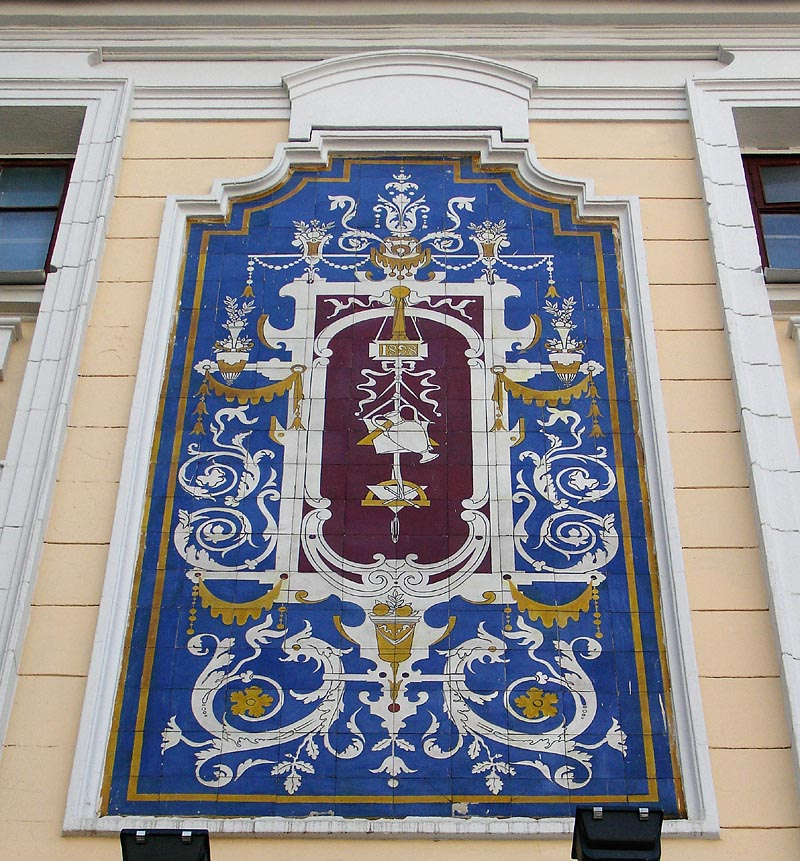
Obra de azulejos en el edificio.

La Escuela de Pintura, Escultura y Arquitectura de Moscú  (en ruso: Московское училище живописи, ваяния и зодчества, МУЖВЗ) fue una de las instituciones educativas privadas más importantes de la Rusia Imperial. La escuela se formó en 1865 por la fusión de una escuela de arte privada, establecida en Moscú en 1832, y de la Escuela de Arquitectura del Palacio, establecida en 1749 por Dmitri Ujtomski. A finales del siglo XIX, compitió con la Academia Imperial de las Artes de San Petersburgo, administrada por el Estado por el título de la escuela de arte más grande del país. En el siglo XX, el arte y la arquitectura se separaron nuevamente, en el Instituto de Arte Súrikov en Moscú (Московский Художественный Институт имени Сурикова) y el Instituto de Arquitectura de Moscú (Московский архитектурный институт); este último ocupa los edificios históricos de la escuela en la calle Rozhdéstvenka.

## Historia
La Escuela de Arquitectura del Palacio de Moscú se remonta a las clases de Dmitri Ujtomski que operó en 1749-1764. Veinte años después, las clases fueron reinstaladas por Matvéi Kazakov, y en 1804 adquirió el título de Kremlin College, más tarde Escuela de Arquitectura del Palacio. Los graduados recibían el título de asistente de arquitecto y tenían que obtener sus propias licencias a través de trabajos posteriores.
A su vez, la escuela de arte privada tiene su origen establecida en 1830 en un grupo de pintores aficionados y profesionales (A. Dobrovolski, V. Dobrovolski, I. Durnov) que formó un círculo creativo en Moscú: la «Clase de la naturaleza», que en 1834 se denominó «Clase de arte», ubicada en la calle Bolshaya Nikítskaya. Era dirigida por Yegor Makovski y Aleksandr Yastrebílov. En 1843, la clase se transformó en la «Escuela de Pintura y Escultura» de la Sociedad de Arte de Moscú. En 1844, la escuela estaba ubicada en la calle Myasnítskaya, en la casa de Yushkov.
En 1865, la Escuela de Arquitectura del Palacio de Moscú fue incorporada a la Escuela de Pintura y Escultura; y al año siguiente, la institución ampliada pasó a llamarse Escuela de Pintura, Escultura y Arquitectura de Moscú. La escuela era única en la Rusia imperial, al ser una universidad privada en un país donde la educación era principalmente administrada por el estado. Sus diplomas (excluidos los pocos graduados de mayor rango) se clasificaban por debajo de los de la Academia de Artes; está calificación probablemente no tenía importancia en bellas artes, pero era una carga seria para los graduados en arquitectura. La escuela intentó cerrar la brecha mediante la adquisición de una carta estatal en 1896, pero fracasó. La escuela se convirtió en una institución de educación superior con departamentos de educación general, arquitectura y arte. El curso de estudios duraba 8 años para pintores y escultores y 10 años para arquitectos. De 1896 a 1917 el director de la Escuela de Pintura, Escultura y Arquitectura de Moscú fue el príncipe Alekséi Yevguénievich Lvov. Desde 1915, la escuela quedó bajo la jurisdicción del Ministerio de Comercio e Industria.
Después de la Revolución de octubre de 1917, la escuela se transformó en 1918 en el Segundo Taller de Arte del Estado Libre (Svomas). Los talleres de arte finalmente se desintegraron. En 1939, Ígor Grabar inauguró la nueva facultad de bellas artes, que adquirió el nombre de Instituto Súrikov en 1948, por Vasili Súrikov. La educación arquitectónica se concentró inicialmente en el Vjutemás y el MVTU y se organizó en el Instituto de Arquitectura de Moscú en 1933.

## Artes
La Escuela, más democrática en comparación con la Academia Imperial de las Artes de San Petersburgo, jugó un papel importante en el desarrollo del arte realista nacional ruso en la segunda mitad del siglo XIX y principios del siglo XX.
Las admisiones se basaron principalmente en los méritos artísticos, lo que permitió a los estudiantes acceder sin diplomas formales de secundaria. Por ejemplo, Konstantín Mélnikov se incorporó a la escuela a los 15 años, con solo dos años de educación primaria; su clase de once alumnos fue elegida entre 270 postulantes. Mélnikov completó un diploma en Artes después de nueve años de formación (1905-1914) y un diploma en Arquitectura tres años más tarde (Khan-Magomédov).
Uno de los instructores líderes de escultura fue Serguéi Volnujin. Algunos de los alumnos notables de la escuela fueron Léopold Survage,  Vasili Perov, Galia Shabanova, Alekséi Savrásov, Illarión Pryánishnikov, Vladímir Makovsky, Isaac Levitán, Alekséi Stepánov,  Serguéi y Konstantín Korovin, Abram Arjípov, Mijaíl Nésterov, Anna Golúbkina, Serguéi Koniónkov, Borís Koroliov, Fiódor Rojankovski, Alekséi Korin y Alexandru Plămădeală.

## Arquitectura
Un estudio hecho por María Naschókina sobre unos 100 arquitectos que trabajaron en Moscú entre las décadas de 1890 y 1910 mostró que más de la mitad de ellos se graduaron en la Escuela. El hecho de que la mayoría de los graduados de la escuela carecieran de un diploma estatal completo era un gran inconveniente en el empleo estatal, pero irrelevante para los clientes privados que dominaban el mercado de la construcción en Moscú (Naschókina, p. 43).  Así, la profesión de arquitecto en Moscú y en San Petersburgo estaba claramente dividida entre los graduados de la Escuela de Moscú y las escuelas de San Petersburgo (Academia Imperial de las Artes e Instituto de Ingenieros Civiles).
Los estudiantes tenían que demostrar logros profesionales durante su educación y eran calificados de acuerdo con su asignación de graduación. Los mejores, que obtenían una gran medalla de plata, eran recompensados con un título oficial de arquitecto, suficiente para los encargos privados y el empleo estatal. El siguiente nivel, con una pequeña medalla de plata, recibían una licencia de gestión de la construcción, suficiente para aceptar pedidos privados pero no trabajos estatales. El resto no era calificado y tenía que regresar con nuevos proyectos de graduación (Naschókina, págs. 44-45). Como alternativa, podían postularse a la Academia Imperial y completar los cursos en San Petersburgo; la Academia otorgaba licencias de administración de la construcción a todos los graduados. Hubo pocos movimientos en la dirección opuesta (Iván Fomín fue expulsado de la Academia y completó sus exámenes de licencia en Moscú). Algunos, como Viacheslav Oltarzhevski o Iliá Bondarenko, completaron su formación en el extranjero. Fiódor Schechtel fue expulsado de la Escuela en 1878 y no adquirió la licencia hasta 1894.
Estas dificultades ampliaban la duración de la formación en arquitectura, desde la admisión hasta la licencia profesional, hasta los 10-15 años e incluso más; los graduados eran típicamente hombres maduros en la treintena, con una década de experiencia práctica. Sin embargo, hubo raras excepciones como Iván Mashkov, que obtuvo una licencia a los 19 años y completó sus primeros proyectos a los 23 años (Naschókina, p. 330-335).

## Alumnos notables
Otros alumnos notables fueron Iván Bogdánov, Iliá y Panteleimón Gólosov, Román Klein, Nikolái Ladovski, Aleksandr Pomerántsev, Maral Rahmanzadeh, Vagif Rajmánov, Vardges Sureniants, Anatoli Efímoff, Teresa Feoderovna Ries, Nikolái Krasnov, Nikolái Névrev y Vladímir Sherwood hijo.

## Profesores
- Tomasz Bohdanowicz-Dworzecki (1859-1920), arquitecto
- Pável Desíatov (1820-1888), pintor retratista
- Piotr Guerásimov (1812-1869), arquitecto
- Aleksandr Kaminski (1829-1897), arquitecto
- Alekséi Korin (1865-1923), pintor
- Konstantín Korovin (1861-1939), pintor
- Vladímir Makovski (1846-1920), pintor y coleccionista
- Nikolái Miliukov (1825-1879), arquitecto
- Vasili Perov (1834-1882), pintor
- Vasili Polénov (1844-1927), pintor
- Illarión Priánishnikov (1840-1894), pintor de género
- Nikolái Ramazánov (1817-1867), escultor, pintor, historiador del arte
- Alekséi Savrásov (1830-1897), pintor
- Valentín Serov (1865-1911), pintor
- Yevgraf Sorokin (1821-1892), pintor
- Vladímir Chaplin (1861-1931), ingeniero